# Kitakami (rzeka)
Kitakami (jap. 北上川 Kitakami-gawa) – rzeka w Japonii, o długości 249 km (najdłuższa rzeka w regionie Tōhoku). Jest jedną z najczystszych rzek w Japonii.